# اسکای‌لب

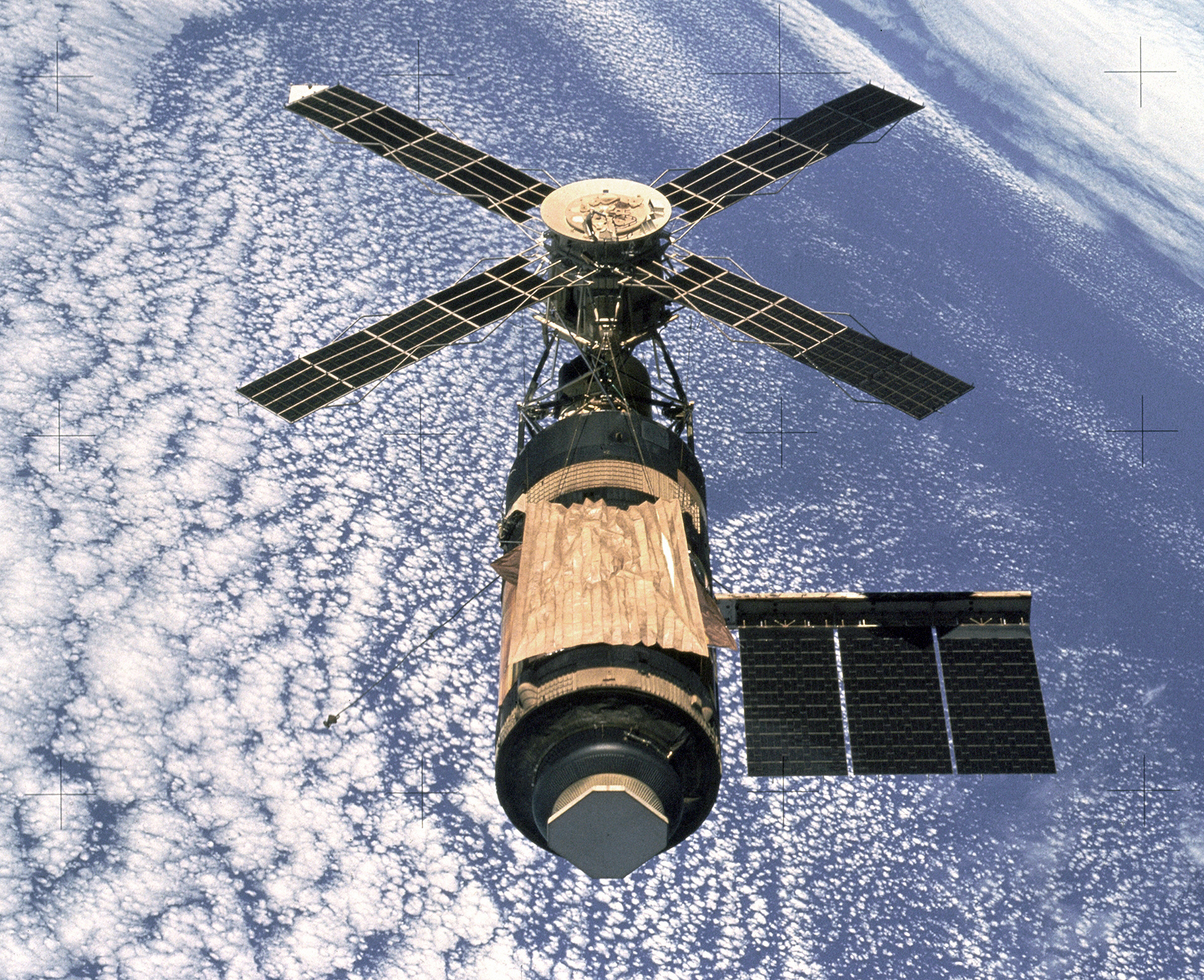
ایستگاه فضایی اسکای‌لب.

ایستگاه فضایی اسکای‌لب (به انگلیسی: Skylab) نخستین ایستگاه پژوهشی ناسادر فضا بود که بین سال‌های ۱۹۷۳–۱۹۷۹ در مدار زمین قرار داشت.

## نگاه کلی
اسکای‌لب تنها ایستگاه فضایی بود که به‌طور انحصاری توسط ایالات متحده کار می‌کرد. یک ایستگاه دائمی که از سال ۱۹۸۸ برای مدت (حداقل) ۱۰ سال برنامه‌ریزی شده بود، اما بودجه آن لغو و تصمیم به مشارکت در ساخت یک ایستگاه فضایی بین‌المللی در سال ۱۹۹۳ گرفته شد. اسکای‌لب دارای جرم ۱۹۹٬۷۵۰ پوند (۹۰٬۶۱۰ کیلوگرم) و ماژول آپولو، ۳۱٬۰۰۰ پوند (۱۴٬۰۰۰ کیلوگرم) بود. ماژول خدمات(csm)که به آپولو متصل بود و شامل یک کارگاه آموزشی، رصدخانه خورشیدی و چند صد آزمایشگاه علوم زیستی و علوم فیزیکی است. این ایستگاه توسط موشک Saturn V اصلاح شده ی: Saturn INT-21 به مدار پایینی زمین پرتاب شد، این آخرین پرواز برای موشکی بود که پیشتر برای مأموریت‌های فرود فضاپیمای آپولو ماه مشهور است. سه مأموریت بعدی خدمه سه فضانورد را در آپولو CSM پرتاب شده توسط موشک کوچکتر Saturn IB تحویل دادند. برای دو مأموریت نهایی خدمه به اسکای‌لب، ناسا در صورت نیاز به مأموریت نجات در مدار، از Apollo CSM / Saturn IB یک نسخه پشتیبان تهیه کرد، اما این وسیله نقلیه هرگز پرواز نشد. هنگام جدا شدن سپر میکرو متوروئید از کارگاه، ایستگاه آسیب دید و یکی از آرایه‌های اصلی صفحه خورشیدی را با خود برد و آرایه اصلی دیگر را گرفت. این امر بیشتر قدرت برق خود را از دست داده و همچنین محافظت در برابر گرمای شدید خورشید را از بین برد و تهدید به غیرقابل استفاده کردن آن کرد. خدمه، اول سایه حرارتی جایگزینی را به کار گرفتند و صفحات خورشیدی گیر کرده را آزاد کردند تا اسکای‌لب را نجات دهند. این اولین بار بود که تعمیراتی به این بزرگی در فضا انجام می‌شد.

## پیش زمینه
مهندس موشک، ورنهر فون براون، نویسنده داستان‌های علمی، آرتور سی کلارک، و دیگر طرفداران اولیه سفر فضایی خدمه، تا دهه ۱۹۶۰ انتظار داشتند که یک ایستگاه فضایی یک گام اولیه مهم در اکتشافات فضایی باشد. فون براون از سال ۱۹۵۲ تا ۱۹۵۴ در انتشار یک سری مقالات تأثیرگذار در مجله Collier با عنوان «انسان به زودی فضا را تسخیر خواهد کرد!» شرکت کرد. وی یک ایستگاه بزرگ دایره ای به قطر ۲۵۰ فوت (۷۵ متر) را در نظر گرفت که برای ایجاد جاذبه مصنوعی بچرخد و به یک ناوگان شاتل فضایی ۷۰۰۰ تنی (۶٬۴۰۰ متریک تن) برای ساخت در مدار نیاز دارد. ۸۰ مرد موجود در این ایستگاه شامل ستاره شناسانی هستند که با تلسکوپ کار می‌کنند، هواشناسان برای پیش‌بینی وضعیت هوا و سربازانی برای نظارت. فون براون انتظار داشت که سفرهای آینده به ماه و مریخ از ایستگاه خارج شوند. توسعه ترانزیستور، سلول خورشیدی و تله متری، در دهه ۱۹۵۰ و اوایل دهه ۱۹۶۰ منجر به ماهواره‌های خاموش شد که می‌توانستند از الگوهای هوا یا سلاح‌های هسته ای دشمن عکس بگیرند و آنها را به زمین بفرستند. برای چنین اهدافی دیگر ایستگاه بزرگی لازم نبود و برنامه آپولو ایالات متحده برای اعزام افراد به ماه حالت مأموریتی را انتخاب کرد که نیازی به مونتاژ در مدار نداشته باشد. یک ایستگاه کوچکتر که یک موشک می‌تواند برای اهداف علمی ارزش خود را حفظ کند.

## توسعه

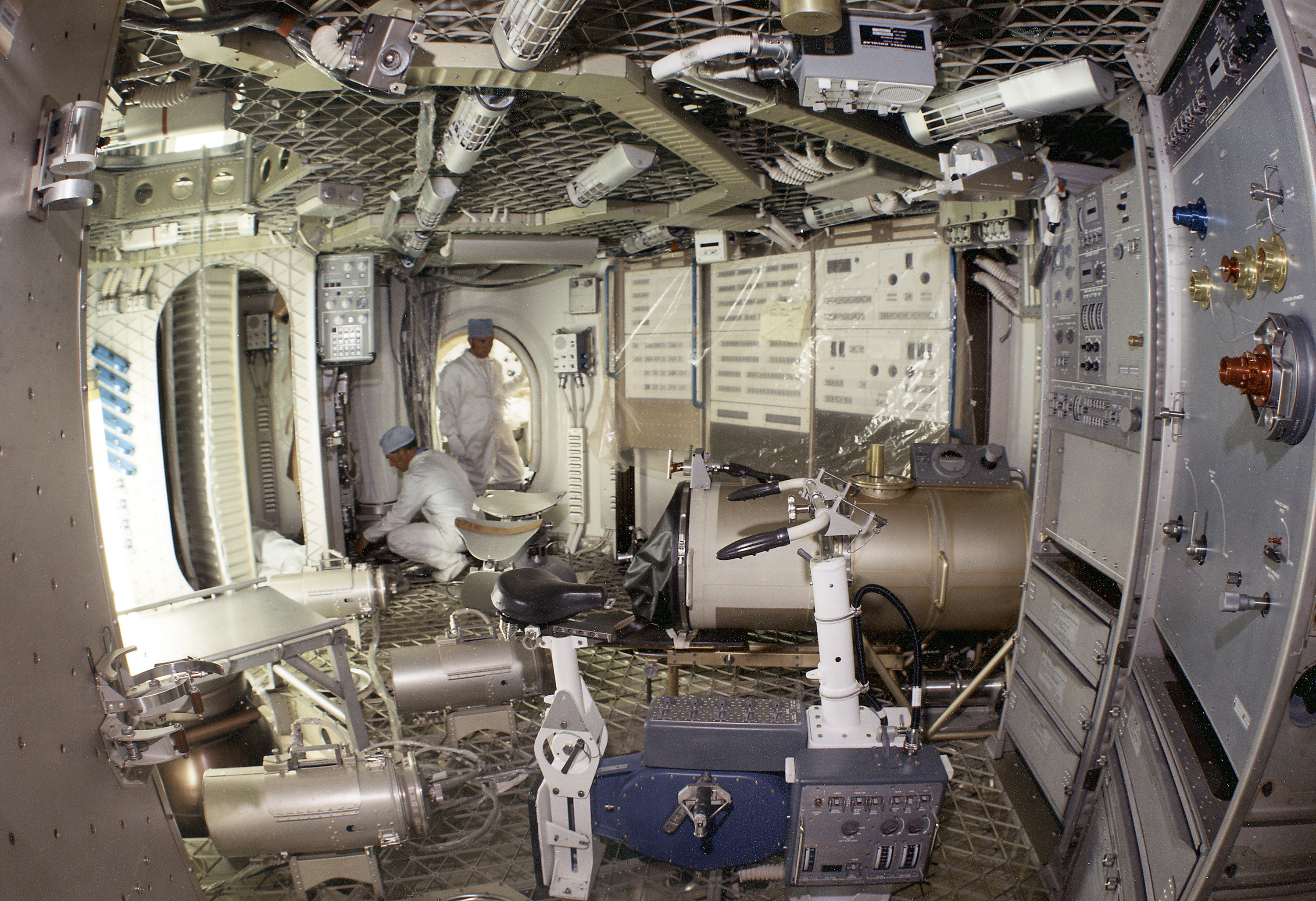
فضای داخلی ایستگاه فضایی اسکای‌لب

مدیریت ناسا نگران از دست دادن ۴۰۰۰۰۰ کارگر درگیر در آپولو پس از فرود روی ماه در سال ۱۹۶۹ بود. دلیلی که فون براون، رئیس مرکز پرواز فضایی مارشال ناسا طی دهه ۱۹۶۰، از ایجاد ایستگاه کوچکتر پس از احداث ایستگاه بزرگ خود حمایت کرد این بود که او می‌خواست کارهایی فراتر از ساخت موشک‌های زحل را برای کارمندان خود فراهم کند، که نسبتاً زود به پایان می‌رسید. در طول پروژه آپولو. ناسا دفتر سیستم پشتیبانی لجستیکی آپولو را راه اندازی کرد که در ابتدا قصد داشت روش‌های مختلف اصلاح سخت‌افزار آپولو را برای مأموریت‌های علمی مطالعه کند. این دفتر در ابتدا تعدادی پروژه برای مطالعه علمی مستقیم پیشنهاد کرد، از جمله مأموریت طولانی مدت اقماری که به دو پرتابگر Saturn V نیاز داشت، یک «کامیون ماه» بر اساس ماژول ماه (LM)، یک تلسکوپ خورشیدی خدمه بزرگ با استفاده از LM به عنوان محل‌های خدمه آن و ایستگاه‌های فضایی کوچک با استفاده از انواع سخت‌افزارهای مبتنی بر LM یا CSM. اگرچه ایستگاه فضایی را به‌طور خاص بررسی نمی‌کرد، اما طی دو سال آینده دفتر به‌طور فزاینده ای به این نقش اختصاص می‌یابد. در اوت ۱۹۶۵، دفتر تغییر نام داد و به برنامه‌های کاربردی آپولو (AAP) تبدیل شد.

## نگارخانه

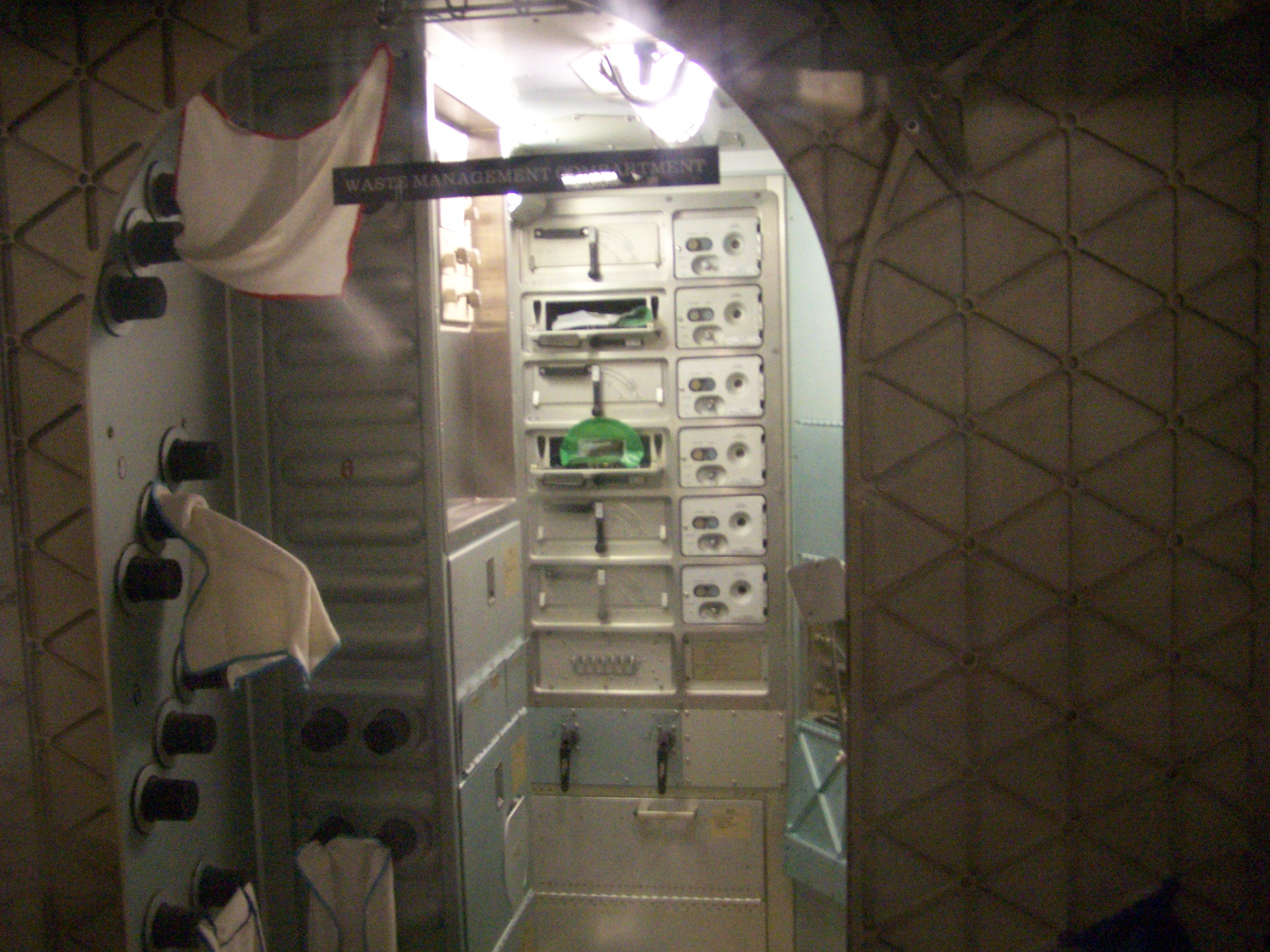
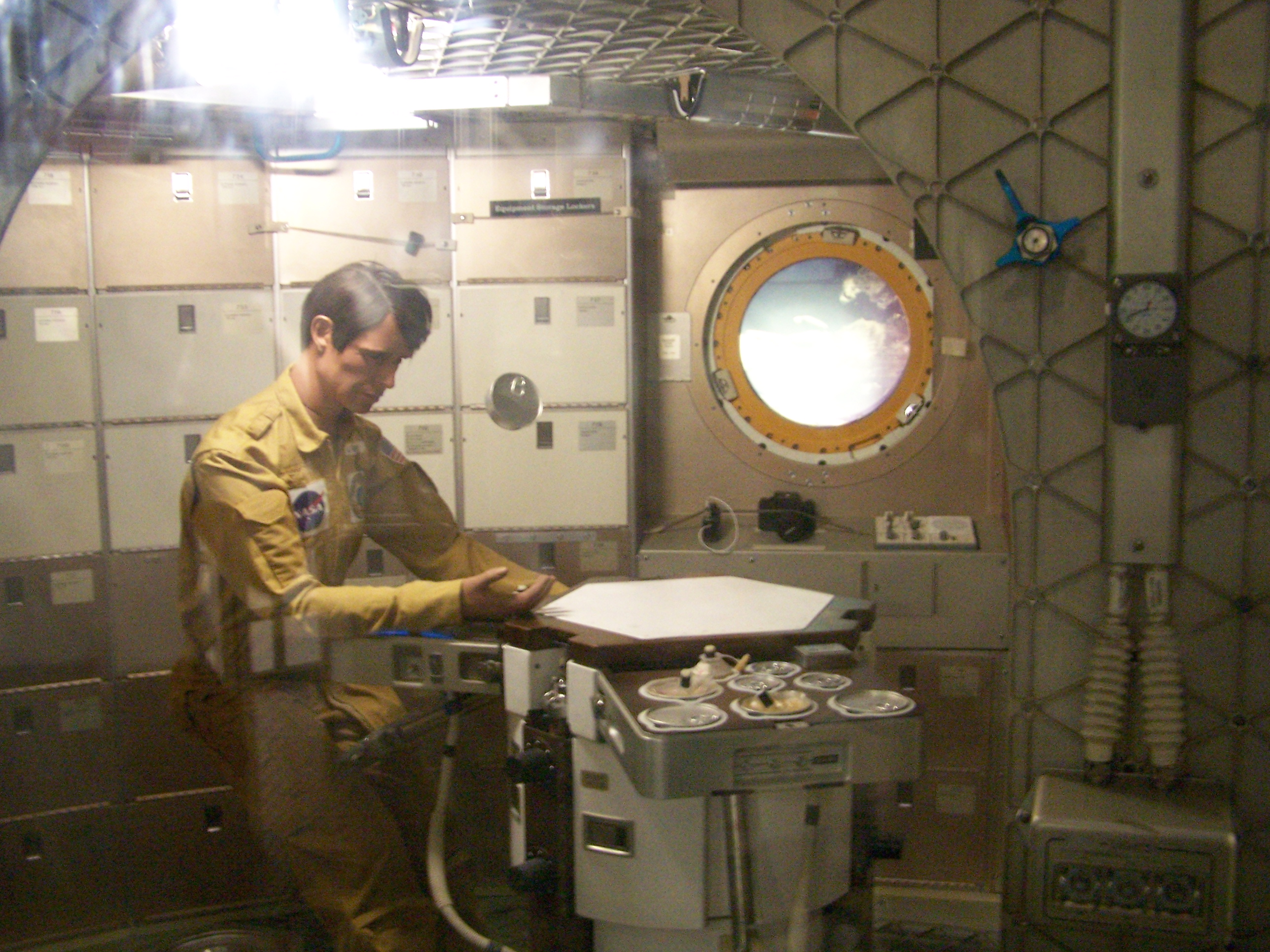
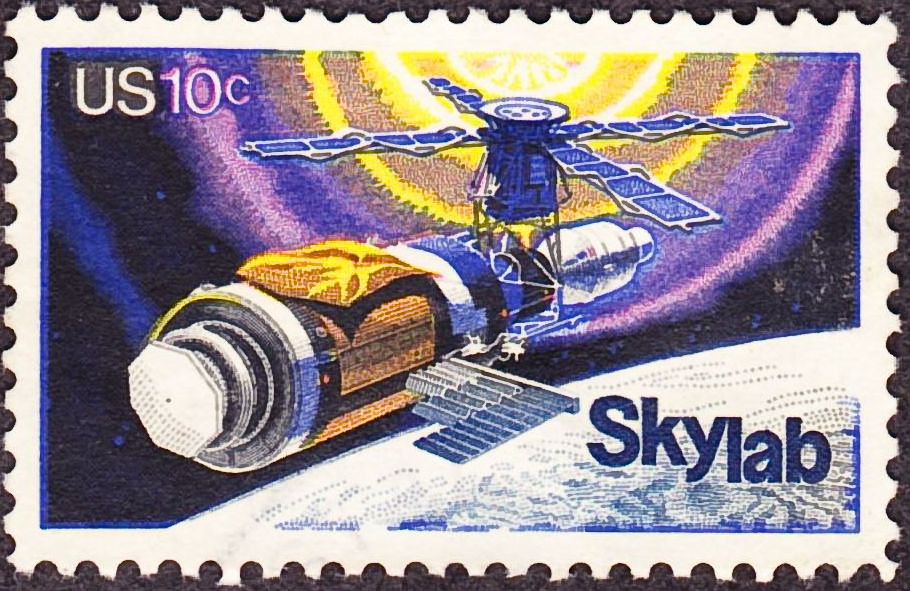
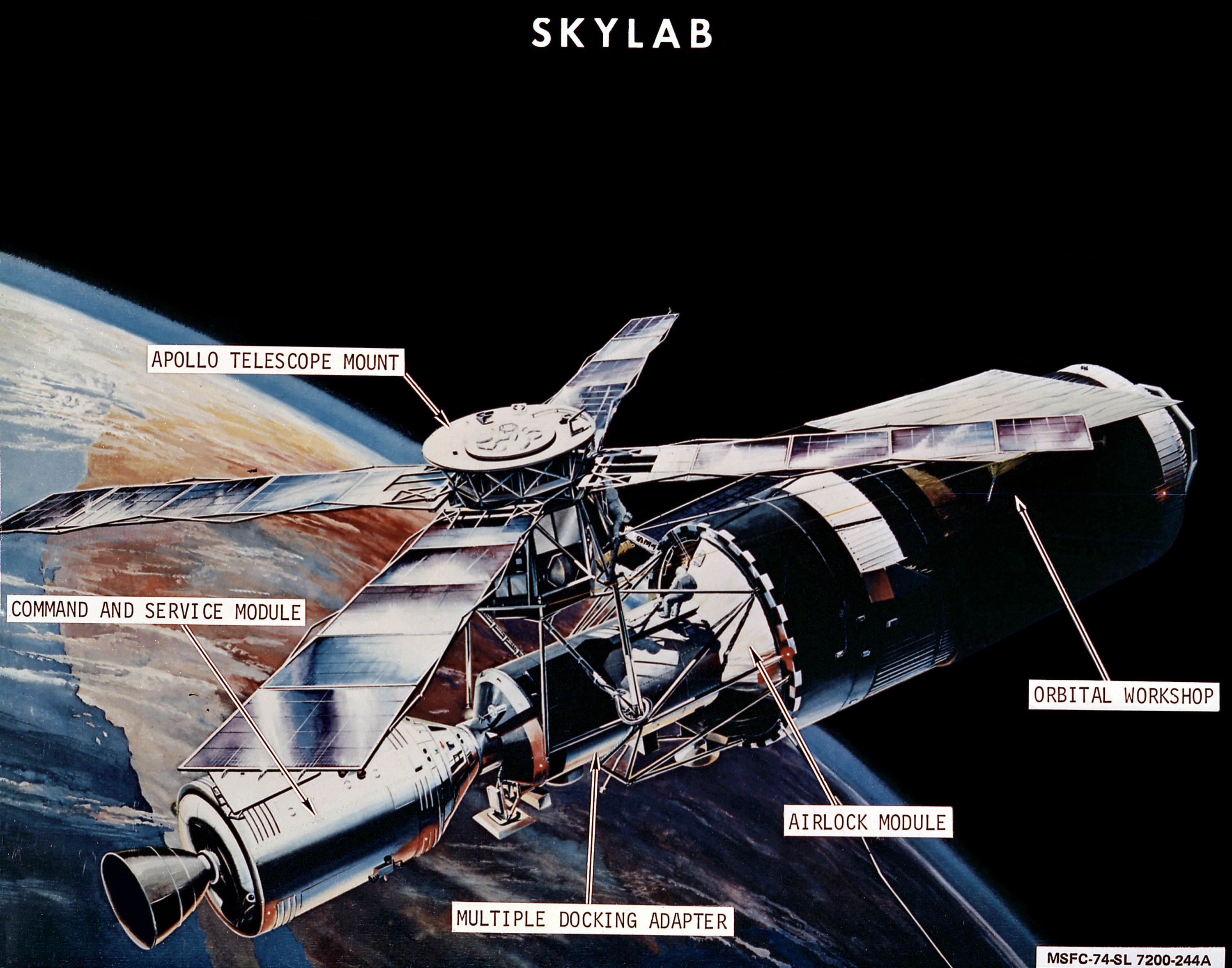
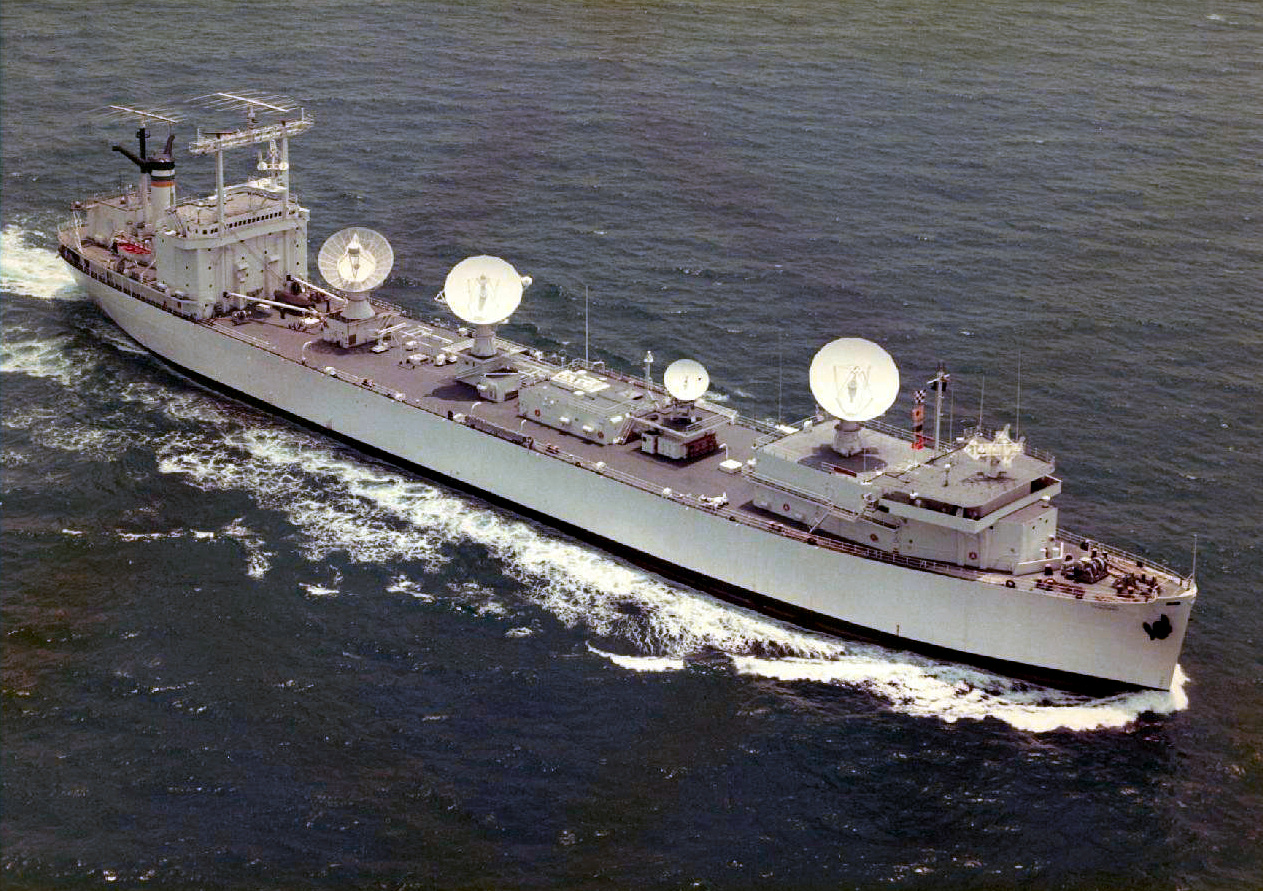